# Hadrianeum

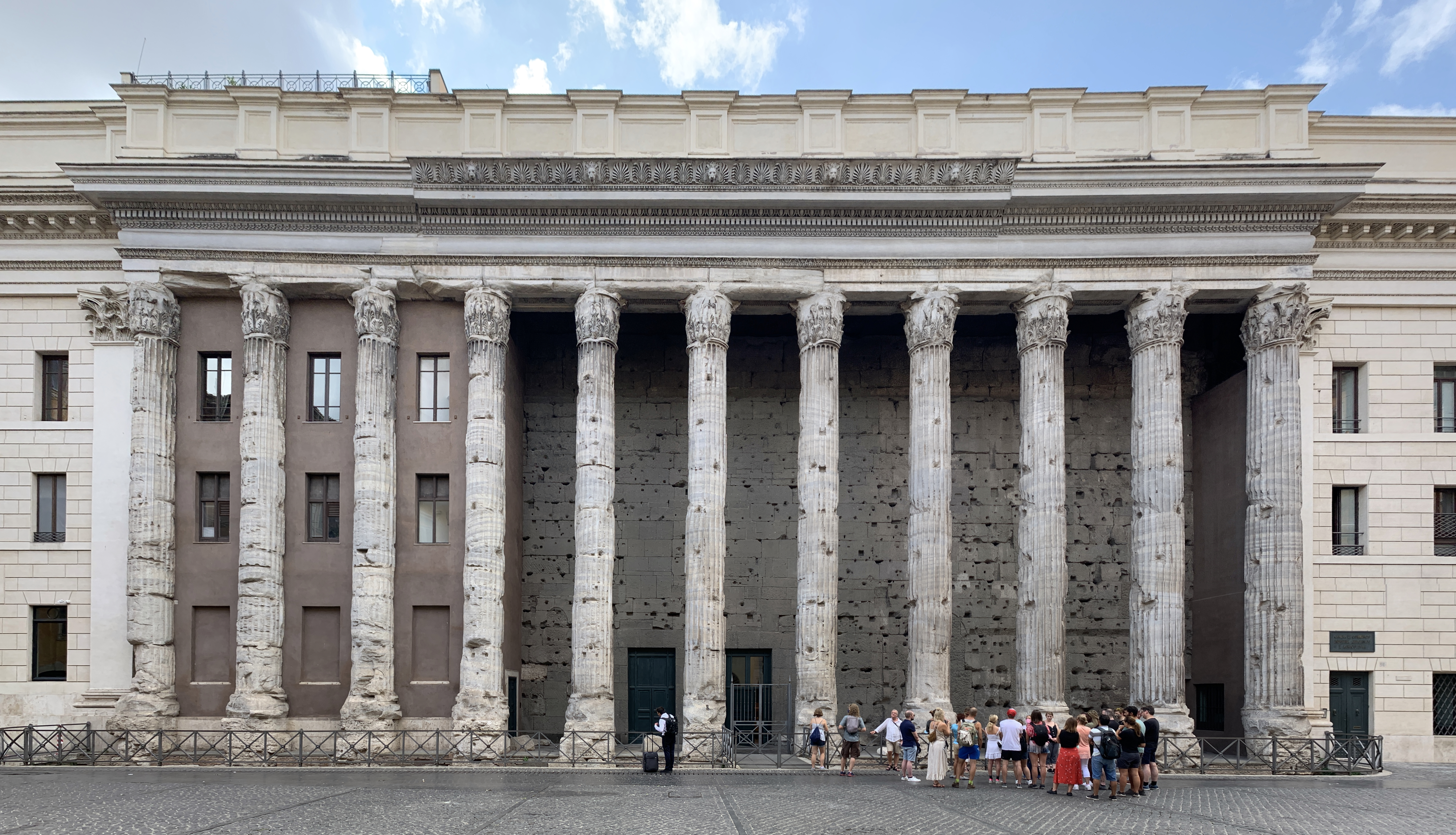
Reste des Hadrianeums; heute Sitz der römischen Handelskammer

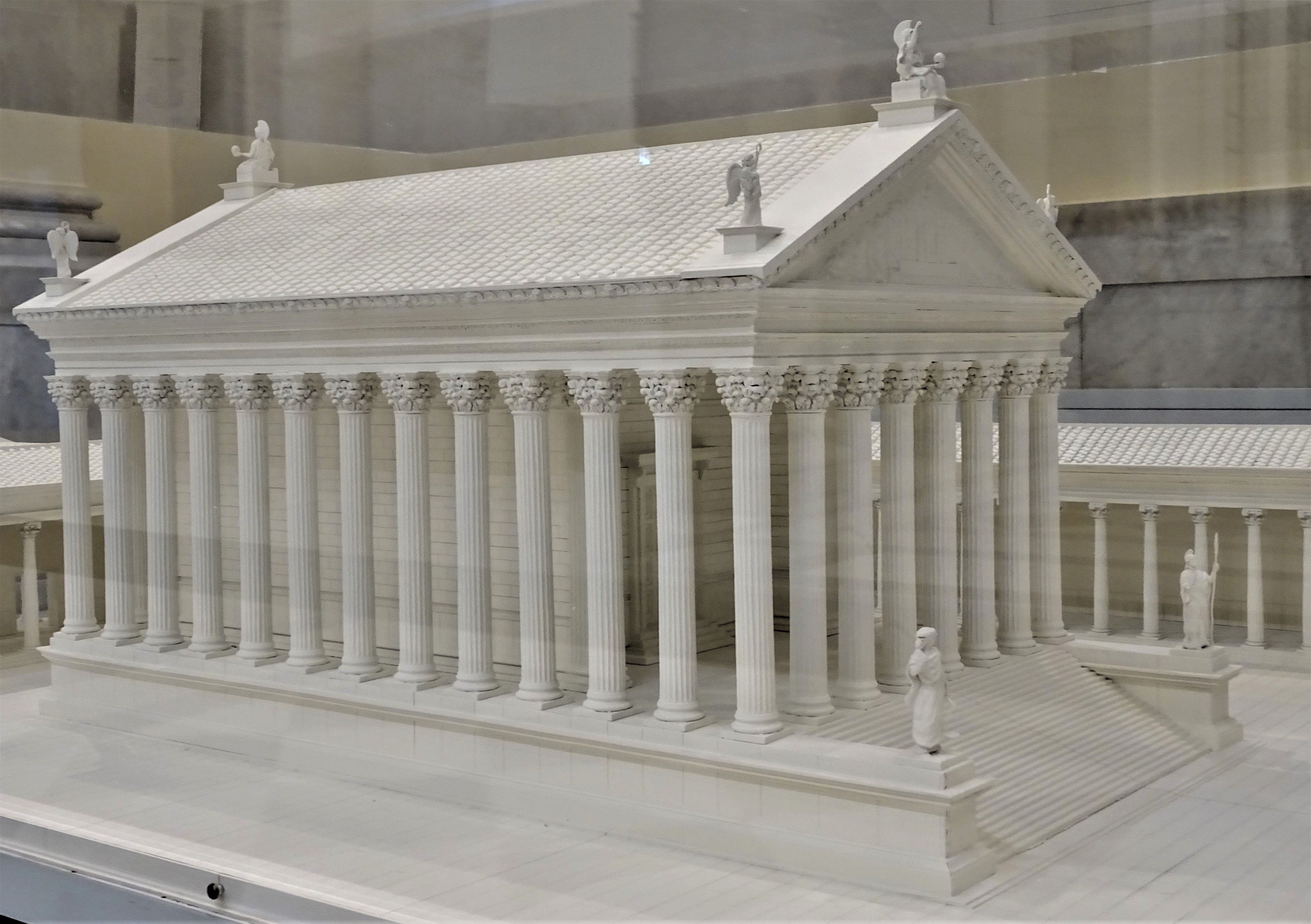
Rekonstruktion des Hadrianeums

Als Hadrianeum (italienisch Tempio di Adriano) werden die imposanten Reste eines Tempels an der Piazza di Pietra in Rom bezeichnet, der zu Ehren des vergöttlichten römischen Kaisers Hadrian im Jahre 145 von seinem Nachfolger Antoninus Pius geweiht wurde. In antiken Quellen wird als „Hadrianeum“ mitunter auch das Mausoleum Hadrians, die Engelsburg, bezeichnet.

## Architektur
Der Tempel, im korinthischen Stil erbaut, bestand ursprünglich mutmaßlich aus 13 weißen Marmorsäulen auf jeder Langseite und je acht Säulen an den Schmalseiten. Dies lässt sich aus dem klassischen Bautyp eines oktastylen Peripteros rekonstruieren. Die Säulen erreichen einen maximalen Durchmesser von 1,44 Meter und eine Höhe von knapp 15 Metern. Das Podium des Tempels war 4 Meter hoch, 27 Meter breit und 45 Meter lang. Eine breite Treppe führte zum nach Osten ausgerichteten Tempel empor.
Wie die Cella bestand das Podium aus Peperin. Mit hoher Wahrscheinlichkeit war sie mit Marmorplatten verkleidet. Eingebettet war das Heiligtum in eine 108 × 98 Meter messende Quadriportikus. Im Umfeld des Tempels wurden Reliefplatten mit personifizierten Darstellungen römischer Provinzen sowie einige darauf Bezug nehmende Waffenreliefs gefunden. Diese Platten werden traditionell als Verzierung der Cella gedeutet.

## Erhaltung und heutige Nutzung
Übrig geblieben sind vom Tempel, der einst gemeinsam mit dem Tempel des Mark Aurel die Mark-Aurel-Säule einrahmte, lediglich 11 der wahrscheinlich ehemals 13 korinthischen Säulen der nördlichen Längsseite der Ringhalle nebst Teilen des Gebälks, die nördliche Cellawand mit verbliebenen Befestigungsspuren der ehemaligen Verkleidungsplatten und das mächtige Podium. Bereits im 17. Jahrhundert scheinen nur noch diese Teile übrig gewesen zu sein, denn auf Anordnung von Papst Innozenz XII. wurden die Ruinen des Tempels in ein neues Zollhaus, das im typischen Barockstil errichtet wurde, integriert. Als gegen Ende des 19. Jahrhunderts das Zollamt zum Bahnhof verlegt wurde, gestaltete Virgino Vespignani die Anlage 1878 zum Sitz der römischen Börse und der Handelskammer um. Das Gebäude ist heute noch Sitz der Handelskammer Rom, die Wertpapierbörse besteht seit 1997 nicht mehr. Im Zuge der Umbauarbeiten in den Jahren 1878 und 1928 wurden die noch erhaltenen antiken Säulen und die Cellawand wieder freigelegt. Bis Ende 2008 wurde die Säulenfront grundlegend saniert.

## Reliefplatten
Die Reliefplatten, die einst den Tempel oder die umgebende Portikus zierten, befinden sich nicht mehr an Ort und Stelle. Zehn davon befinden sich in den Kapitolinischen Museen und sind im Innenhof des Konservatorenpalasts ausgestellt, zwei Stück gehören zum Museo Nazionale Romano und befinden sich im Palazzo Massimo alle Terme und fünf sind im Archäologischen Nationalmuseum Neapel ausgestellt.

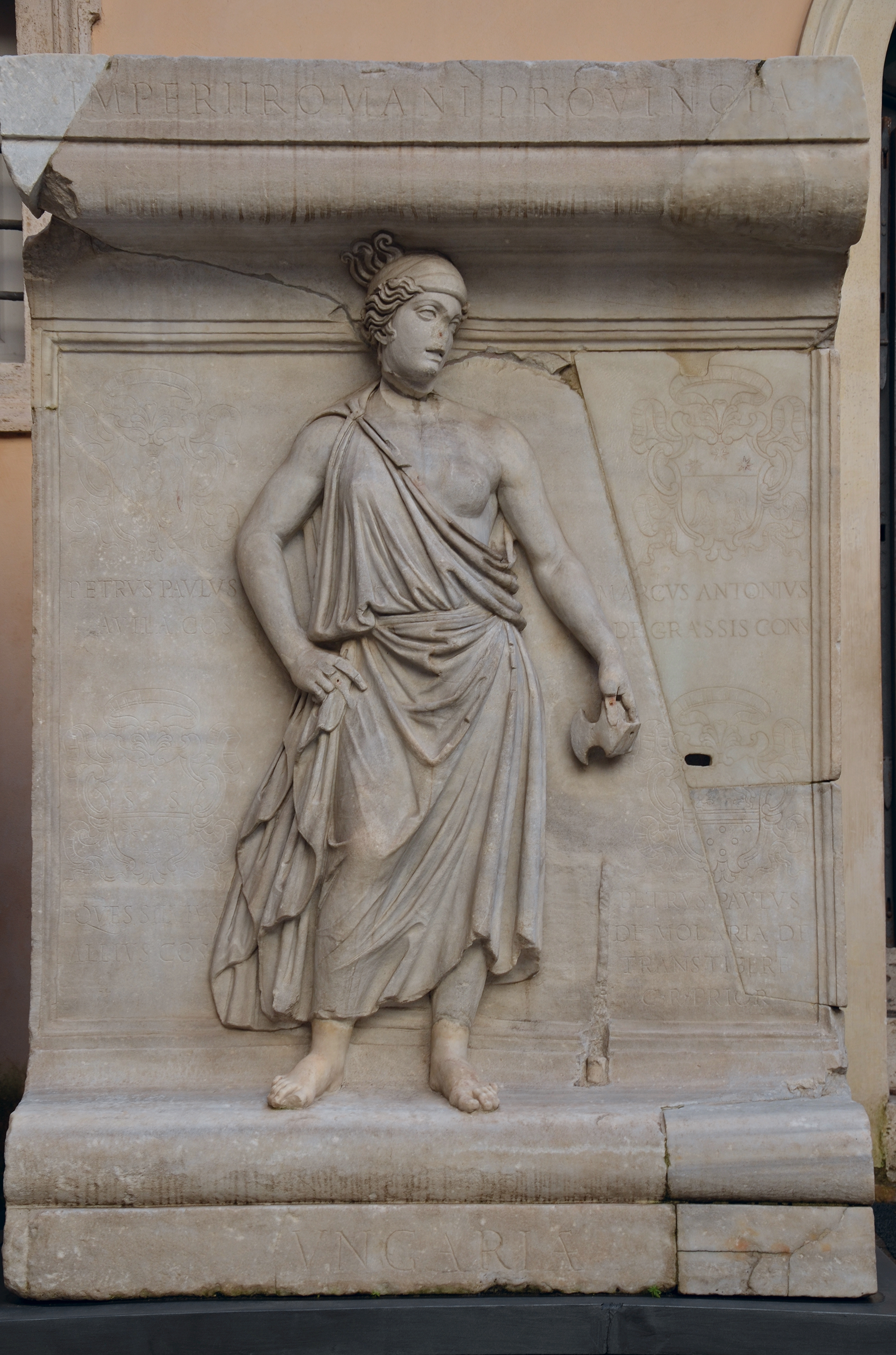
Personifikation von Moesien oder Thrakien
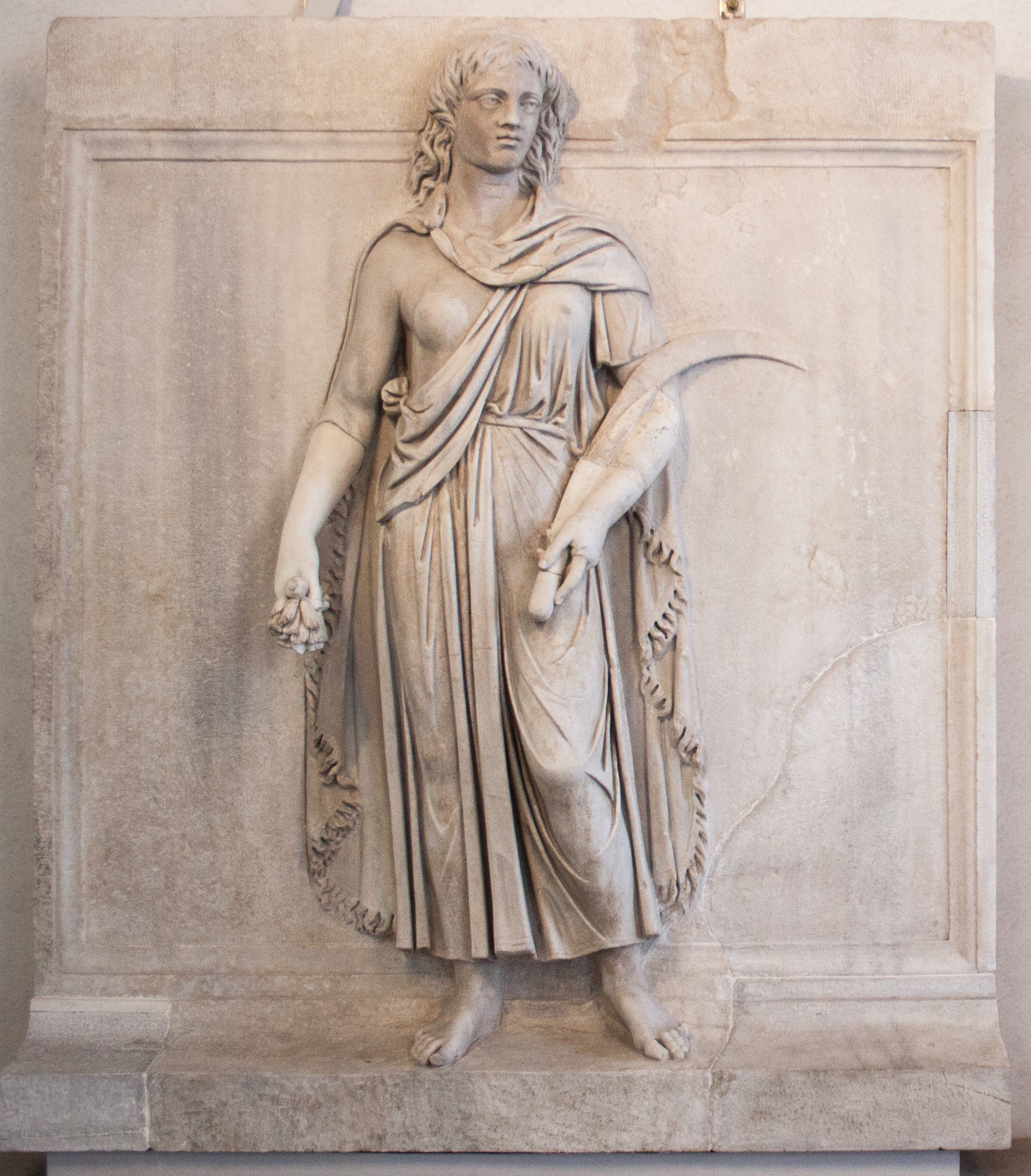
Personifikation von Thrakien oder Dakien
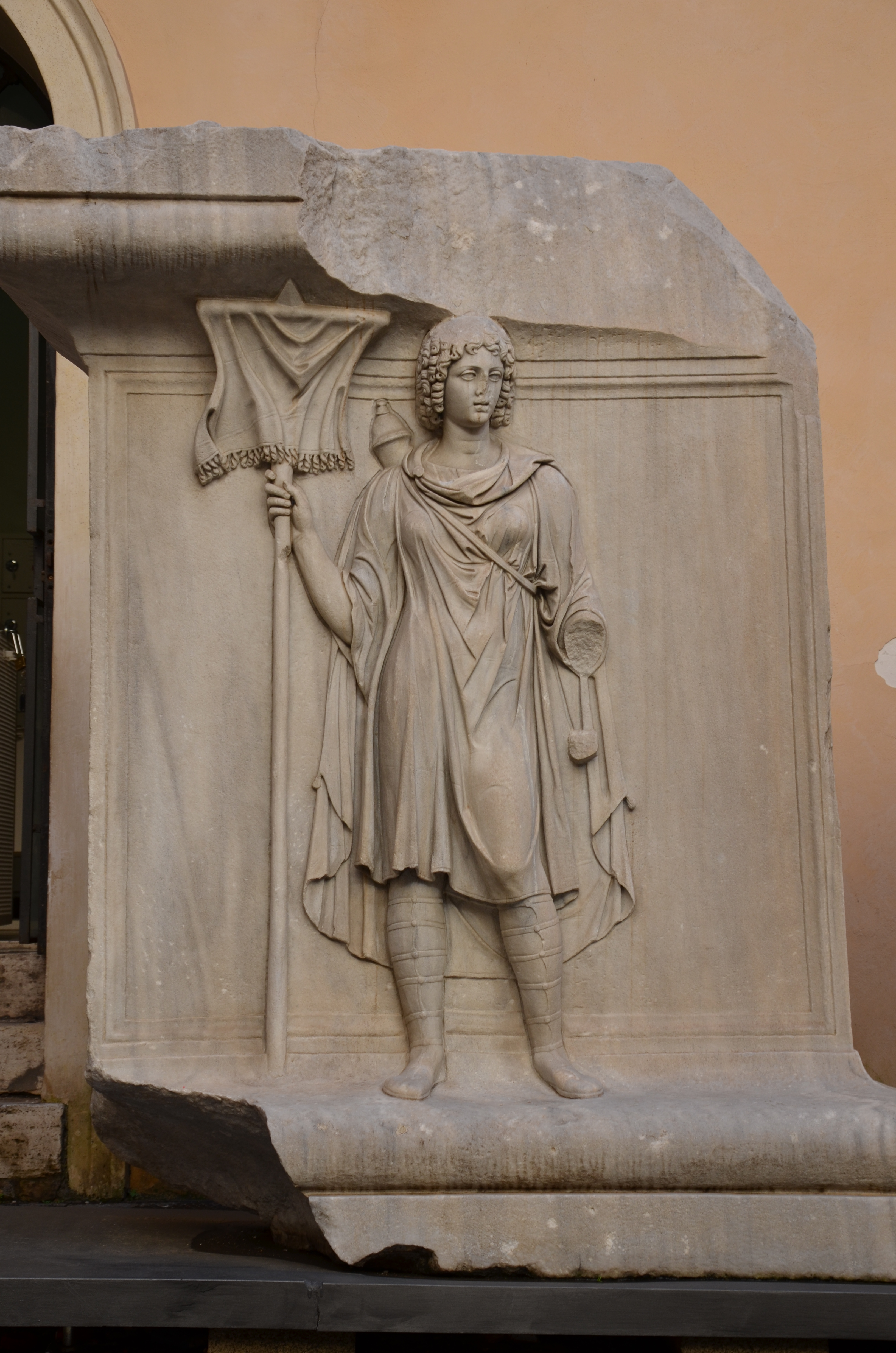
Personifikation von Mauretanien
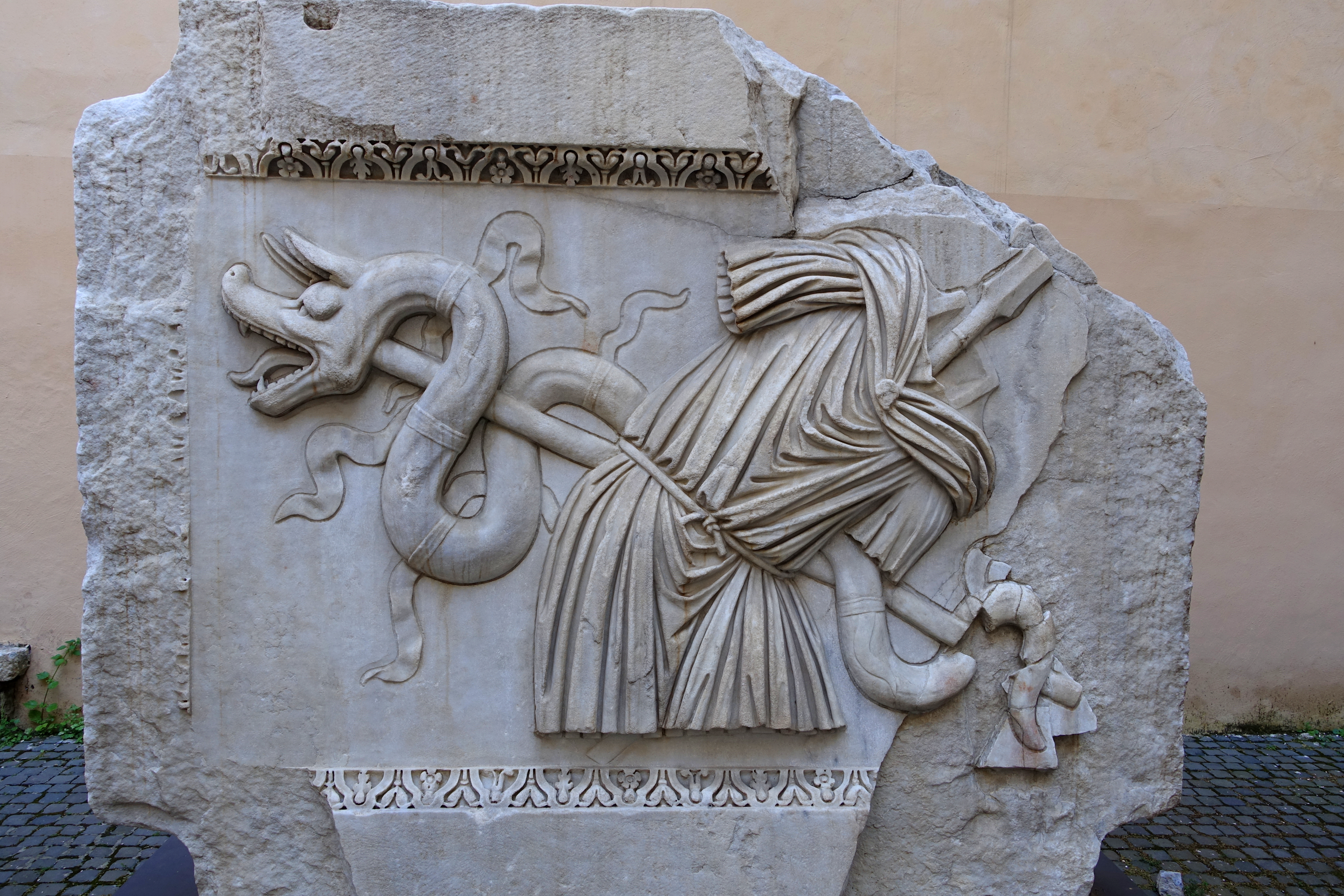
Waffenrelief
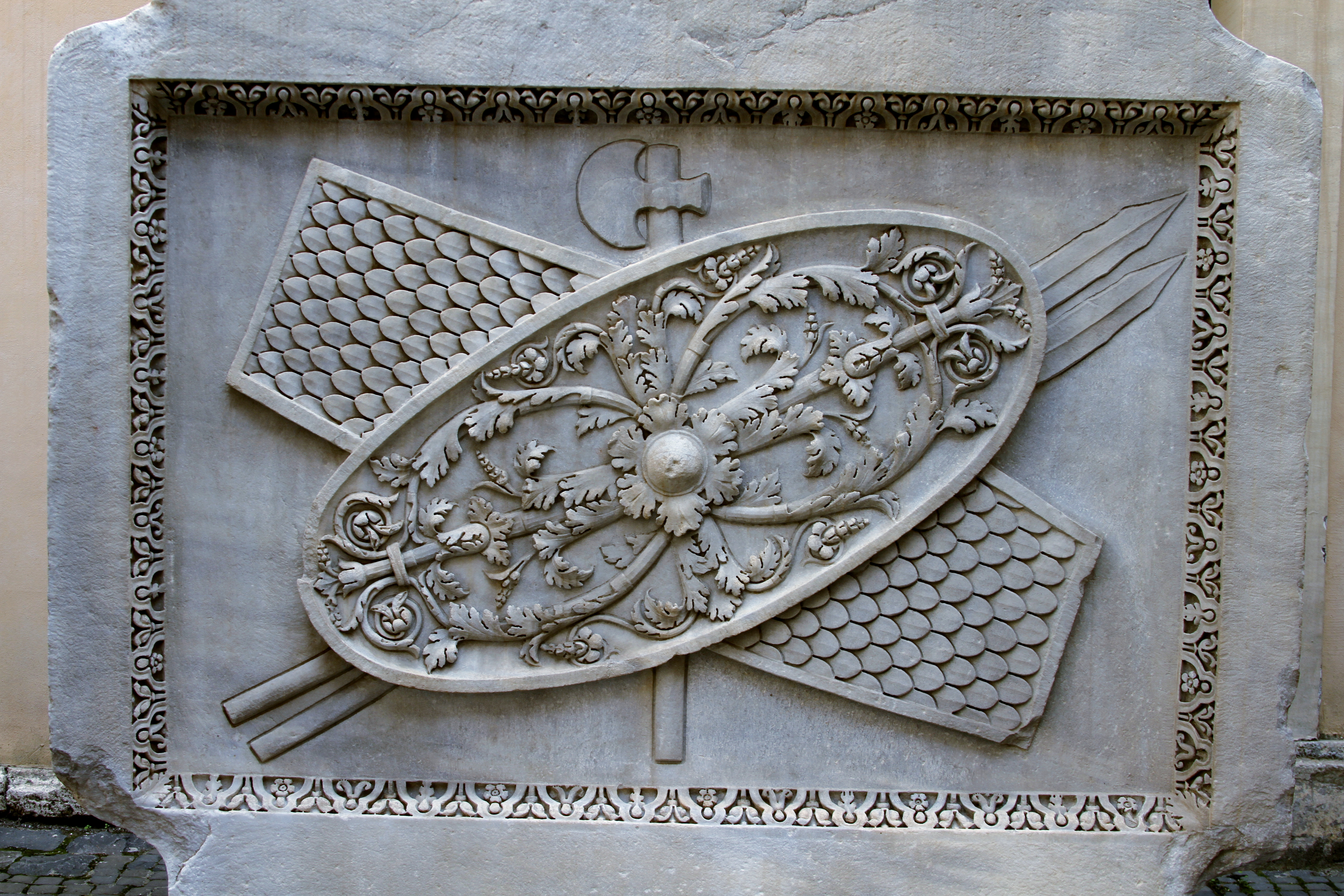
Waffenrelief